# Laponia (prowincja)
Laponia (fiń. Lapin lääni, szw. Lapplands län) do 2009 była jedną z sześciu prowincji administracyjnych Finlandii. Siedzibą władz prowincji było Rovaniemi. 
Prowincja Laponia została utworzona w 1938, po podziale dotychczasowej prowincji Oulu (Oulun lääni). Istniała do końca 2009, kiedy zniesiono w Finlandii podział na prowincje.
Laponia była największą pod względem powierzchni i najbardziej wysuniętą na północ prowincją Finlandii. Graniczyła ze  Szwecją, Norwegią i Rosją oraz z Zatoką Botnicką. Od południa graniczyła z prowincją Oulu.
Prowincja obejmowała obszar krainy historycznej Laponia oraz północną część Ostrobotnii. Obszar byłej prowincji pokrywa się z obszarem utworzonego w 2010 regionu administracyjnego Laponia (Lapin maakunta).